# Вандея
Вандея (на френски: Vendée; на бретонски: Vande) е департамент в регион Пеи дьо ла Лоар в западна Франция. Образуван е през 1790 година от северозападните части на дотогавашната провинция Поату и получава името на река Ванде. Площта му е 6720 km², а населението – 626 411 души (2009). Административен център е град Рош сюр Йон.
През 1793 г. народът на Вандея се вдига в известното Вандейско въстание срещу новата власт в страната на френските революционери. Въстанието под предводителството на Жак Кателино е жестоко потушено от националната гвардия.